# LaSalle (Ontario)
LaSalle es un pueblo canadiense situado en la provincia de Ontario.

## Superficie
LaSalle tiene una superficie de 64,96 km².

## Demografía
En 2021, tenía 32 721 habitantes, una densidad poblacional de 503,7 hab./km², y 11 922 viviendas.